# Anna Sorokin
Anna Sorokin, nota anche con lo pseudonimo di Anna Delvey (in russo Анна Сорокина?, trasl.: Anna Sorokina; Domodedovo, 23 gennaio 1991), è una truffatrice russa con cittadinanza tedesca.
Tra il 2013 e il 2017 ha finto di essere una ricca ereditiera sotto il nome di Anna Delvey e nel 2017 è stata arrestata per aver frodato banche, hotel e conoscenti negli Stati Uniti per un totale dimostrato di 275000 $. 
Un adattamento televisivo della sua storia intitolato Inventing Anna è stato sviluppato da Netflix. È stata detenuta dalla US Immigration and Customs Enforcement, ma l'8 ottobre 2022 viene rilasciata sotto cauzione e condotta agli arresti domiciliari, con il divieto di utilizzare i social media. Dal 2024, torna attiva sui social e viene condotta in libertà vigilata.

## Biografia

### Primi anni di vita
Sorokin è nata il 23 gennaio 1991 a Domodedovo, una città satellite della classe operaia a sud di Mosca. Suo padre, Vadim, era camionista, mentre sua madre aveva un minimarket. Nel 2007, quando aveva 16 anni, la famiglia si trasferì nella Renania Settentrionale-Vestfalia, in Germania, alla ricerca di una vita migliore. Lì suo padre divenne dirigente in una ditta di autotrasporti sino al fallimento della stessa nel 2013; in seguito iniziò un'attività di HVAC specializzata nell'efficienza energetica. Anna ha frequentato la Bischöfliche Liebfrauenschule Eschweiler, un ginnasio femminile a Eschweiler. Dai coetanei di allora è stata definita come una ragazza tranquilla con difficoltà rispetto alla lingua tedesca. Seguiva ossessivamente Vogue, blog di moda e account di immagini su LiveJournal e Flickr.
Dopo il diploma di scuola superiore, nel giugno 2011, si trasferì a Londra per frequentare la scuola d'arte Central Saint Martins, abbandonandola dopo poco per ritornare in Germania. Nel 2012 svolse, per breve tempo, il ruolo di stagista presso una società di pubbliche relazioni a Berlino, per poi trasferirsi a Parigi per uno stage per Purple, una rivista di moda francese, con una retribuzione di 400 € mensili. Per quanto i contatti con la famiglia fossero sporadici, Sorokin era supportata nelle spese dalla stessa. Fu allora che iniziò ad utilizzare il nome di "Anna Delvey", sostenendo che fosse il cognome della madre da nubile, informazione poi smentita dai genitori stessi e solo successivamente ammise di esserselo inventato.

### Vita da falsa ereditiera e reati di frode
Nell'estate del 2013, al termine di una relazione sentimentale, Sorokin si reca a New York per partecipare alla New York Fashion Week e, constatando quanto le fosse più facile stringere amicizie rispetto a Parigi, decise di restarci, lavorando per un breve periodo nell'ufficio di Purple. Abbandonato l'impiego, s'inventò la fondazione artistica "Anna Delvey Foundation", cercando, senza successo, finanziamenti presso facoltosi membri della società newyorkese. La sua proposta includeva l'affitto dell'intera Church Missions House, una struttura di 6 piani e 4180 metri quadri di proprietà di RFR Holdings di Aby Rosen, concepita come sede di eventi polivalenti e studio d'arte. Alla fine riuscì ad allestire un centro di arti visive dotato di negozi pop-up gestito dall'artista Daniel Arsham, conosciuto durante il suo precedente impiego, e che riuscì ad organizzare mostre di Urs Fischer, Damien Hirst, Jeff Koons e Tracey Emin. Per tale progettazione ricevette supporto dal figlio dell'architetto Santiago Calatrava. Discusse inoltre la vendita di bevande presso la sede con Roo Rogers.
Nell'estate del 2014, durante una festa in hotel a Montauk, New York, Sorokin finse di essere una ricca ereditiera, domandando ai partecipanti della festa un posto dove dormire. Allo stesso modo, in altre occasioni, pur millantando ricchezza, fece carico ad altri dei propri conti da saldare.
Nel 2015, ad una cena incontrò il collezionista d'arte e studente dell'Università della Pennsylvania Michael Xufu Huang e, dopo aver appreso che aveva in programma di partecipare alla Biennale di Venezia, gli domandò se poteva accompagnarlo. Huang accettò e le prenotò volo ed albergo, concordando però con quest'ultimo che gli sarebbe stato rimborsato (si parlava di 2 000-3000 $), ma al ritorno a New York, la Sorokin parve "dimenticarsene" e non restituì a Huang la somma dovuta. Nel 2015, Sorokin frequentò l'Art Basel a Miami. Nel gennaio del 2016 ingaggiò un'agenzia di pubbliche relazioni per organizzare la festa del suo venticinquesimo compleanno al ristorante Sadelle's. Dopo il rifiuto della sua carta di credito, il personale del ristorante contattò Huang, comparso in alcune foto dell'evento pubblicate sui social, per chiedergli se disponesse di un contatto di Sorokin. Huang iniziò a coltivare seri sospetti nei confronti di Sorokin, anche per la sua tendenza a pagare sempre in contanti e la sua abitudine di vivere in un hotel e non in un appartamento. Huang fu infine ripagato da un account Venmo con un nome sconosciuto, fatto che lo portò a bloccare la Sorokin sui social media, ponendo fine alla loro amicizia.
Nel febbraio del 2016, in una discoteca, Sorokin incontrò Rachel DeLoache Williams, allora editor di foto a Vanity Fair. La donna descrisse Sorokin come "esigente e scortese con i camerieri", riferendo che "quando un ascensore si apriva, non aspettava che le altre persone scendessero, prima di entrarci". Nonostante ciò, Williams divenne amica intima di Sorokin e fu in seguito determinante per il suo arresto.
Sorokin utilizzò Microsoft Word per produrre falsi estratti conto ed altri documenti finanziari volti a dimostrare il possesso di 68 milioni di dollari in conti bancari svizzeri e la sua provvisoria impossibilità ad accedere a questi ultimi poiché negli Stati Uniti. Uno dei conoscenti di Sorokin la mise in contatto con un avvocato della Gibson Dunn, che a sua volta la rimandò a diverse grandi istituzioni finanziarie, tra cui la City National Bank e il Fortress Investment Group. Nel novembre del 2016, Anna presentò documenti falsi come parte di una richiesta di prestito di 22 milioni di dollari al City National, la quale rifiutò di estendere il credito quando Sorokin non fornì la fonte dei beni svizzeri. La donna domandò pertanto un prestito a Fortress, che accettò di prendere in considerazione la domanda a condizione di un pagamento da parte di Sorokin di 100000 $ per coprire le spese legali relative alla domanda. Nel dicembre del 2016, non avendo Sorokin pagato la locazione, la Church Missions House è stata affittata alla Fotografiska New York. Il 12 gennaio del 2017, Anna convinse la City National a concederle una struttura di scoperto temporaneo per 100000 $, con la promessa di un rapido rimborso. Sorokin fornì falsi indirizzi e-mail AOL di "Peter Hennecke", un manager inesistente, ed al sorgere di sospetti se ne inventò il decesso e creò Bettina Wagner. I pubblici ministeri, durante il processo nei suoi confronti, hanno dimostrato che Sorokin aveva cercato su Google: "creare email false non rintracciabili". Sorokin restituì i 100000 $ a Fortress per la richiesta di prestito, ma un amministratore delegato di Fortress divenne sospettoso circa la sua domanda a causa di discrepanze nei documenti della donna - ad esempio, Sorokin aveva affermato di essere di origine tedesca, ma il suo passaporto mostrava che era nata in Russia. Quando la direttrice volle verificare i presunti contatti svizzeri di Sorokin, ella ritirò la richiesta di prestito. Nel febbraio del 2017, una parte di 55000 $ dello scoperto non speso da Fortress nell'ambito del processo di due diligence è stata restituita a Sorokin, che lo spese in abiti di lusso, elettronica e una personal trainer, oltre che 800 $ per lo schiarimento dei capelli e 400 $ per le estensioni delle ciglia.
Il 18 febbraio 2017, si registrò in una camera da 400 $ a notte presso l'hotel 11 Howard a Soho, Manhattan. Spesso dava una mancia in contanti di 100 $ al concierge, con cui aveva stretto amicizia, e ad altri dipendenti per compiti semplici come consigli sui ristoranti o portare pacchi nella sua stanza. Tuttavia, la maggior parte del personale la descrisse come irritante e dispensatrice di commenti scortesi e classisti. Sorokin si trovò a proprio agio nell'hotel, camminando regolarmente nei corridoi della struttura con leggings e vestaglie d'albergo, cenando spesso da Le Coucou, il ristorante dell'hotel, dove strinse amicizia con lo chef Daniel Rose e addebitando il costo dei pasti alla sua stanza. Quando la direzione scoprì che in archivio non esisteva una carta di credito per Sorokin, insistette affinché la donna pagasse il suo conto da 30000 $. Sorokin allora fece consegnare una bottiglia di champagne Dom Pérignon del 1975 al banco della portineria, nel tentativo di mantenere il personale dalla sua parte; tuttavia, la politica dell'hotel impedì al personale di conservare il regalo. Nel marzo del 2017, un mese dopo aver ricevuto i 55000 $ rimanenti dalla sua quota di richiesta di prestito, a causa delle sue spese sontuose, Sorokin esaurì le risorse economiche. Cominciò pertanto, in occasione di cene e drink con gli amici, a fingere di aver dimenticato le sue carte di credito o un malfunzionamento delle stesse.
In questo periodo, Sorokin era molto attiva nella scena sociale di New York, partecipando a cene dove le capitò di incontrare Macaulay Culkin e Martin Shkreli e visitando appartamenti multimilionari.
Nell'aprile del 2017, Sorokin depositò 160000 $ di assegni fraudolenti su un conto Citibank, dei quali fu in grado di recuperare 70000 $ in fondi utilizzabili. Trasferì dunque 30000 $ a 11 Howard per pagare il conto in sospeso.
Nel maggio del 2017, mediante l'invio di una ricevuta contraffatta di conferma del bonifico da Deutsche Bank per la commissione di 35390 $, Sorokin prenotò un volo charter di andata e ritorno su un business jet via Blade per Omaha, Nebraska, per partecipare all'assemblea generale annuale di Berkshire Hathaway con l'obiettivo di incontrare Warren Buffett. Sorokin sosteneva che il CEO di Blade, Robert S. Wiesenthal, incontrato ad una festa, avrebbe garantito per lei, ma lo stesso Wiesenthal affermò in seguito di non conoscerla affatto, denunciandola alla polizia nell'agosto 2017 dopo il ripetuto mancato pagamento. In seguito, Sorokin affermò che, durante il viaggio, si intrufolò ad una festa privata all'Henry Doorly Zoo and Aquarium dove si intrattenne con Bill Gates.
Poiché Sorokin si rifiutava ancora di fornire una carta di credito all'hotel 11 Howard, mentre era a Omaha, il codice di accesso sulla sua camera d'albergo fu cambiato e le sue cose riposte in deposito. Come punizione, usando una tattica appresa da Martin Shkreli, Sorokin acquistò i nomi di dominio corrispondenti ai nomi dei gestori dell'hotel e inviò loro un'e-mail chiedendo un riscatto di 1 milione di dollari ciascuno. Con l'aiuto della sua amica Rachel DeLoache Williams, dopo tre mesi vissuti a 11 Howard, Sorokin si trasferì al The Mercer Hotel. La Sorokin soggiornò per due notti anche al The Bowery Hotel, inviando all'hotel una falsa ricevuta di bonifico bancario da parte della Deutsche Bank.
Nel maggio del 2017, Sorokin invitò Williams, così come il suo personal trainer e il suo operatore video, in quello che definì un viaggio "tutto compreso" in Marocco, presumibilmente perché aveva bisogno di "reimpostare" il suo sistema elettronico di autorizzazione al viaggio (ESTA). Ispirata da Khloé Kardashian, Sorokin prenotò un riad da 7000 $ a notte con tre camere da letto, una piscina privata e un maggiordomo dedicato a La Mamounia, un hotel di lusso a 5 stelle sito a Marrakech, con l'intenzione di realizzare "un documentario dietro le quinte" sulla creazione della sua fondazione. Tuttavia, dopo alcuni giorni, il personale affermò di non essere in grado di addebitare le carte di credito di Sorokin, richiedendo una forma di pagamento alternativa. Sorokin fornì alcune scuse, attribuendo la colpa ad errori nella digitazione dei numeri da parte degli impiegati o al malfunzionamento dei sistemi. La mancanza di una carta di credito in archivio condusse al licenziamento di un membro del personale dell'hotel. Anna convinse Williams a pagare la fattura di 62000 $, che corrispondeva a più di un anno di stipendio netto per la donna, ricorrendo alle sue carte di credito personali, con la promessa di rimborsarla tramite bonifico bancario. Williams aveva pagato i voli utilizzando la sua carta di credito, con la promessa di Sorokin di essere rimborsata, e successivamente altre spese durante il viaggio, inclusi gli oggetti acquistati da Sorokin e un tour privato del Giardino Majorelle. Nonostante le ripetute promesse e giustificazioni di Sorokin, Williams fu rimborsata di soli 5000 $ e fu costretta a domandare prestiti ai propri amici per pagare l'affitto del suo appartamento, poiché disponeva dei soli 410 $ residui nel suo conto corrente. American Express ha successivamente rimosso gli addebiti sulle sue carte di credito. Dopo aver contattato altri conoscenti che avevano prestato denaro a Sorokin senza ricevere un rimborso e aver appreso che ognuno di loro era al corrente di una diversa versione della storia relativa alla presunta ricchezza dei genitori di Sorokin, Williams si rese conto della frode messa in atto dalla donna.

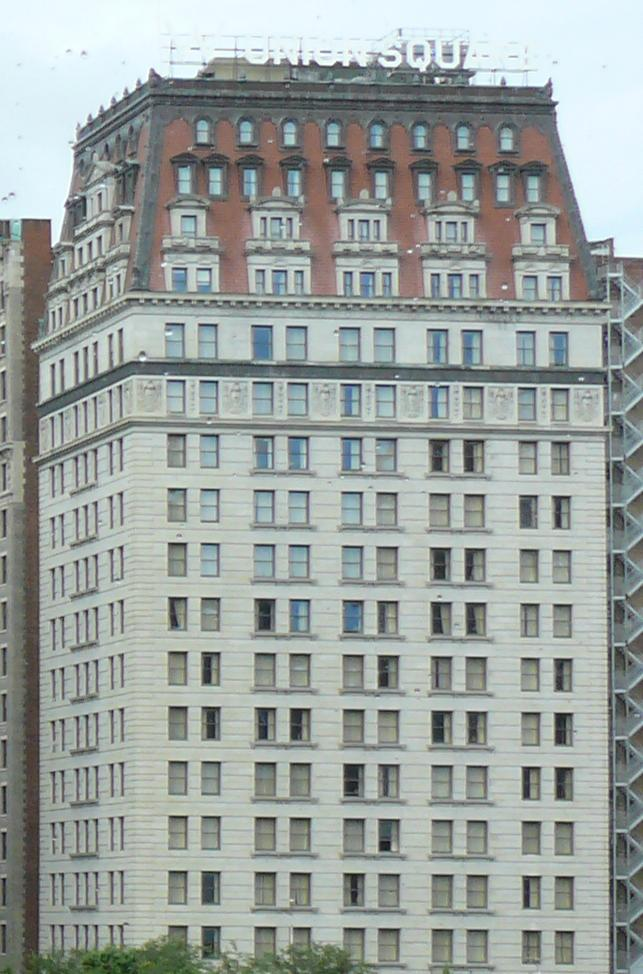
La W New York Union Square, da cui Sorokin fu sfrattata per furto di servizi.

In Marocco, Sorokin soggiornò anche al Kasbah Tamadot, un hotel di lusso Virgin Limited Edition e al Four Seasons Hotels and Resorts di Casablanca, dove chiese alla sua personal trainer, che era già tornata a New York a causa di una malattia di natura alimentare, di pagare per la stanza. Quando l'allenatrice si offrì anche di pagare un volo di ritorno a New York per la Sorokin, la donna chiese un viaggio in prima classe.
Sorokin bevve ottimi vini e gli champagne più costosi, quindi prese un elicottero per l'aeroporto di Casablanca. Tornata a New York, Sorokin si trasferì al Beekman Hotel, spostando le sue cose in un'auto Tesla noleggiata. Venti giorni dopo, nel giugno del 2017, dopo aver accumulato una fattura di 11518 $ e non aver pagato nonostante le ripetute promesse, fu sfrattata. Tentò quindi una truffa simile all'hotel W New York Union Square, non pagando il conto da 503,76 $ e subendo anche qui uno sfratto a distanza di due giorni, nonché un'accusa di furto di servizi. Nel luglio dello stesso anno, la Sorokin era divenuta una senzatetto; interruppe la sua personal trainer nel bel mezzo di un appuntamento, piangendo e facendo pressioni su di lei affinché fornisse alloggio. Chiese anche alloggio a Williams, sempre in un pianto di collera, ma Williams rifiutò. Sorokin provò anche a cenare e fuggire presso il ristorante dell'hotel Le Parker Meridien; quando fu catturata, riferì alla polizia che avrebbe potuto convincere un amico a pagare il conto in 5 minuti. In quel momento, la Sorokin era anche indagata dall'ufficio del procuratore distrettuale di Manhattan per frode bancaria.
Il 17 e 21 agosto 2017, Sorokin avrebbe depositato due assegni inesigibili del valore di 15000 $ sul suo conto presso la Signature Bank e nei giorni successivi ritirò circa 8200 $ in contanti prima che gli assegni fossero restituiti.

### Accusa e arresto
Sorokin è stata arrestata il 3 ottobre 2017 durante un'operazione pianificata da Michael McCaffrey, un agente di polizia del dipartimento di polizia di New York che lavorava con l'ufficio del procuratore distrettuale di Manhattan. A quel tempo, Sorokin soggiornava a Passages Malibu, una lussuosa struttura per il trattamento delle dipendenze e della riabilitazione vicino alla spiaggia nella contea di Los Angeles, in California. L'agente McCaffrey chiese a Rachel Williams, l'ex amica di Sorokin, di organizzare un incontro per il pranzo in un ristorante vicino alla struttura, per convincere Sorokin ad andarsene. Quando Sorokin abbandonò la struttura, fu arrestata dagli agenti del dipartimento di polizia di Los Angeles.. Sorokin è stata incriminata dal procuratore distrettuale di Manhattan Cyrus Vance Jr., in quello stesso mese, per due capi di imputazione per tentato furto aggravato di primo grado, tre capi di imputazione per furto aggravato di secondo grado, un capo di imputazione per furto di terzo grado e un capo di imputazione di illecito furto di servizi per le richieste di prestito fraudolente presentate a City National e Fortress, la frode sugli assegni, il costo del viaggio in Marocco e i conti non pagati di hotel e ristoranti.

### Processo, condanna e sentenza
Il 18 dicembre 2018, Sorokin è comparsa presso il tribunale penale di New York City e ha respinto un patteggiamento che le offriva da tre a nove anni di carcere. Il processo è iniziato il 20 marzo 2019, presieduto dalla giudice Diane Kiesel.
Su sua richiesta, l'avvocato difensore di Sorokin ha fatto in modo che uno stilista professionista le procurasse gli abiti per le sue apparizioni in tribunale. Il venerdì del processo, Sorokin si è rifiutata di entrare in aula perché non voleva apparire negli abiti forniti dalla prigione e il suo abbigliamento civile per la giornata "non era stato stirato"; tuttavia, dopo una crisi di collera e un ritardo del processo di un'ora e mezza, fu costretta a comparire dal giudice.
Nel processo, l'avvocato di Sorokin l'ha difesa dicendo che il suo intento era sempre stato quello di ripagare il debito e che i servizi le erano stati forniti in cambio di pubblicità su Instagram. L'ha descritta come un'imprenditrice, paragonandola a Frank Sinatra nella capacità di creare la sua "golden opportunity" a New York.
Il 25 aprile del 2019, dopo aver deliberato per due giorni a causa di un giurato dissenziente, la giuria ha ritenuto Sorokin colpevole di otto accuse, tra cui furto aggravato di secondo grado, tentato furto e furto di servizi. Sorokin è stata ritenuta non colpevole di altre due accuse: una di tentato furto di primo grado relativa alla domanda di prestito originale con City National e una di furto di secondo grado relativa al presunto furto di 62000 $ da Rachel Williams a Marrakech.
In occasione di un'intervista precedente alla sua condanna, Sorokin affermò: "mentirei a te, a tutti gli altri e a me stessa se dicessi che mi dispiace per qualcosa". Il 9 maggio del 2019, la Sorokin è stata condannata da 4 a 12 anni di prigione statale, multata di 24000 $ e condannata a pagare una restituzione di 199000 $, di cui 100000 $ a City National, 70000 $ a Citibank e circa due terzi dell'importo dovuto a Blade. Questi importi, oltre ai circa 75000 $ di spese legali relative al processo, sono stati pagati dai proventi dell'accordo da 320000 $ della Sorokin con Netflix; il tribunale ha permesso alla Sorokin di trattenere i restanti 22000 $. Sorokin non è stata costretta a pagare i 160000 $ di spese legali dovute a Perkins Coie relative all'affitto senza successo della Church Missions House, 65000 $ di spese legali dovute a Gibson Dunn relative alla richiesta di prestito di 22 milioni di dollari senza successo e 30000 $ di spese legali dovute a Lowenstein Sandler.
Sorokin è stata incarcerata presso Rikers Island durante il processo, dove si sarebbe resa responsabile di 13 infrazioni per comportamento scorretto come contrapporsi e disobbedire agli ordini ed è stata posta in isolamento durante il periodo natalizio. Dopo il processo, Sorokin, detenuta n. 19G0366 del Dipartimento di Correzione dello Stato di New York, è stata inizialmente ricoverata presso il Bedford Hills Correctional Facility for Women prima di essere trasferita all'Albion Correctional Facility.
L'11 febbraio 2021, Sorokin è stata rilasciata dalla prigione in libertà vigilata. A seguito del suo rilascio, ha fatto il check-in all'hotel The NoMad e ha assunto una troupe televisiva tedesca per seguirla e filmare le sue attività. Sei settimane dopo, nel marzo del 2021, è stata ripresa in custodia dall'Immigration and Customs Enforcement (ICE) per aver superato il periodo di visto. In seguito è stata detenuta in una prigione della contea del New Jersey dall'ICE in attesa di essere deportata in Germania, cosa che sta legalmente contestando.
Nel gennaio del 2022 è risultata positiva al COVID-19 in carcere ed è stata messa in quarantena. Un giudice dell'immigrazione ha stabilito che se Sorokin fosse stata liberata, "avrebbe avuto la capacità e l'inclinazione a continuare a commettere atti fraudolenti e disonesti".
Alcuni mesi dopo è stata posta agli arresti domiciliari. Nel 2024 è stata autorizzata a partecipare, in libertà vigilata con l'uso di cavigliera elettronica, al programma televisivo Dancing with the Stars.

## Vita privata
Sorokin mantiene attualmente degli account sui social media, definiti a scopo di satira, su Twitter e Instagram. Attraverso Instagram, si è collegata con Julia Fox, con la quale sta pianificando una collaborazione. Nel gennaio 2021, Sorokin ha scritto una lettera pubblica sarcastica a Donald Trump in cui prevede che anche lui diventerà un prigioniero a Rikers Island. Sorokin ha intrattenuto per 2 anni una relazione sentimentale a New York con un uomo, fino al trasferimento di quest'ultimo negli Emirati Arabi Uniti. L'identità del soggetto è stata tenuta segreta, per quanto Sorokin abbia rivelato che il suo fidanzato avrebbe tenuto discorsi TED e sarebbe stato profilato sul New Yorker, affermando che avrebbe rivelato la sua identità a pagamento, con un'offerta a partire da 10000 $. Nel 2019, la Sorokin ha investito in tecnologia e criptovaluta. A quel tempo, le sue aspirazioni includevano la gestione di un fondo di investimento. Durante la detenzione, Sorokin ha cercato di aiutare le persone detenute dall'ICE non parlanti la lingua inglese o prive della possibilità di permettersi un avvocato specializzato in immigrazione.

## Nella cultura di massa
- Nel 2018, dopo che un articolo di Jessica Pressler su Sorokin fu pubblicato sul settimanale New York, Netflix pagò a Sorokin 320000 $ per i diritti sulla sua storia di vita.[39][40] Tuttavia, l'ufficio del procuratore generale di New York citò in giudizio Sorokin nel 2019, utilizzando la legge statale sul figlio di Sam, che vieta ai condannati per un crimine di trarre profitto dalla propria pubblicità, obbligando Sorokin a utilizzare la maggior parte di questi fondi per pagare restituzioni e multe.[41] Nel luglio del 2019, My Friend Anna, un libro scritto da Rachel DeLoache Williams, è stato pubblicato da Gallery Publishing Group, una divisione di Simon & Schuster,[42] nonché da Quercus nel Regno Unito e Goldmann in Germania. Williams ha ricevuto 300000 $ per il libro, in cui descrive in dettaglio le sue esperienze con Sorokin, incluso il modo in cui il viaggio a Marrakech l'ha influenzata finanziariamente e mentalmente.[8][43]
- La HBO e la sceneggiatrice Lena Dunham hanno pagato a Williams 35000 $ per un'opzione sui diritti televisivi della sua storia, con un altro pagamento di 300000 $ dovuto nel caso l'opzione venisse esercitata.[8][30][44][45]
- Nel dicembre del 2019, la BBC Radio 4 ha presentato Fake Heiress, una serie di podcast di 6 episodi parzialmente basata sulle vicende di Sorokin.[46]
- Nel febbraio del 2021, la vicenda di Sorokin è stata oggetto di un episodio di American Greed della CNBC.[47]
- Nell'aprile del 2021, la storia di Sorokin è stata oggetto di un episodio di Generation Hustle di HBO Max.[48]
- Tra la fine di luglio e l'inizio di agosto 2021, Anna X, uno spettacolo teatrale ispirato alla storia di Sorokin, di Joseph Charlton con Emma Corrin e Nabhaan Rizwan, è andato in scena all'Harold Pinter Theatre di Londra e al The Lowry a Salford.[49]
- Nell'ottobre del 2021, in un episodio di 20/20, Sorokin è stata intervistata da Deborah Roberts mentre era sotto la custodia dell'ICE.[50]
- La serie di 9 episodi di Netflix intitolata Inventing Anna creata da Shonda Rhimes è stata distribuita nel febbraio 2022 e si è trattato del programma più visto su Netflix durante la prima settimana in cui è stato pubblicato.[51] Julia Garner ha interpretato Sorokin e incontrato la stessa in prigione per prepararsi alla parte.[52]
- Nel 2022, Sorokin ha firmato un accordo con Bunim/Murray Productions per recitare in un reality sulla sua vita dopo la prigione.[53] Sta anche lavorando a un libro sul suo periodo in prigione e a un podcast.[38]
- Ancora nel 2024, Anna Sorokin-Delvey, uscendo dagli arresti domiciliari, si esibisce sulla pista da ballo del programma televisivo Dancing with the Stars, portando alla caviglia il braccialetto elettronico.[54]